# Niepożądane odczyny poszczepienne
Niepożądane odczyny poszczepienne (NOP) – zaburzenie stanu zdrowia, które wystąpiło po podaniu szczepionki (wyjątek stanowią odczyny po szczepieniu BCG – w tych wypadkach kryterium czasowe jest znacznie wydłużone, co wynika ze specyfiki szczepionki). Przy szczepionkach stosowanych w Polsce jeden NOP występuje przeciętnie raz na 10 tysięcy szczepień. Ciężkie niepożądane odczyny poszczepienne, wymagające hospitalizacji, występują nieporównanie rzadziej niż powikłania chorób, przed którymi chronią.
Niepożądane odczyny poszczepienne są wynikiem:
- przypadkowo występujących objawów zaburzenia zdrowia występujących w tym samym czasie co szczepienie,
- nieprawidłowego wykonania szczepienia lub wadą szczepionki,
- indywidualnej reakcji organizmu osoby szczepionego na podanie szczepionki,
- działania samej szczepionki (np. uczulenia na jej składnik), co najczęściej jest związane z niezastosowaniem się do przeciwwskazań dotyczących podania danej szczepionki.

Niepożądane odczyny poszczepienne (NOP) w Polsce można zgłaszać w ramach dwóch równolegle działających systemów:
- w ramach obowiązkowego systemu zgłaszania NOP przez lekarzy,
- w ramach dobrowolnego systemu nadzoru NOP, każda osoba zainteresowana, w tym np. rodzic/opiekun dziecka, może zgłosić podejrzenie NOP bezpośrednio do Urzędu Rejestracji Produktów Leczniczych Wyrobów Medycznych i Produktów Biobójczych. Zgłoszenie polega na wypełnieniu i odesłaniu formularza zgłoszeniowego umieszczonego na stronie internetowej Urzędu[4].

## Klasyfikacja ICD10
| kod ICD10     | nazwa choroby                     |
| ------------- | --------------------------------- |
| ICD-10: T88.1 | Niepożądane odczyny poszczepienne |
| ICD-10: Y58   |                                   |
| ICD-10: Y59   |                                   |